# Košířská synagoga
Košířská synagoga je někdejší synagoga v pražských Košířích, které byly před sloučením s "velkou" Prahou roku 1920 samostatným městem.

## Historie
Synagoga byla postavena v roce 1849. Po roce 1930 sloužila jako židovský sirotčinec a nakonec byla přeměněna na nájemní byty.